# جاش کرادوک
جاش کرادوک (انگلیسی: Josh Craddock؛ زادهٔ ۵ مارس ۱۹۹۱) بازیکن فوتبال اهل بریتانیا است.
از باشگاه‌هایی که در آن بازی کرده‌است می‌توان به باشگاه فوتبال والسال اشاره کرد.